# Internationaal Verdrag inzake de beperking van schadelijke aangroeiwerende verfsystemen op schepen
Het Internationaal Verdrag inzake de beperking van schadelijke aangroeiwerende verfsystemen op schepen (International Convention on the Control of Harmful Anti-fouling Systems on Ships, AFS-verdrag) is een internationaal verdrag uit 2001 van de Internationale Maritieme Organisatie dat het gebruik verbiedt van bepaalde schadelijke stoffen in verfsoorten die aanslag tegengaan. Het bracht eveneens een systeem in werking om het gebruik van schadelijke stoffen in antifouling-systemen te voorkomen. Het verdrag trad op 17 september 2008 in werking.